# Акіс Цохатзопулос
Акіс Цохатзопулос (грец. Άκης Τσοχατζόπουλος), повне ім'я Апостолос-Атанасіос Цохатзопулос (31 липня 1939, Афіни — 27 серпня 2021, там само) — грецький політик, один із засновників ПАСОК, обіймав кілька міністерських посад.

## Біографічні відомості
Акіс Цохатзопулос народився 1939 року в Афінах, але виріс в Салоніках, куди його родина переїхала 1940 року. Його батько був родом зі Стамбула, мати — з Яніни. В юності професійно займався баскетболом, за два роки (1953 і 1954) грав за клуб ПАОК на позиції «3» (легкий форвард). Згодом навчався в Технічному університеті Мюнхена, здобув диплом інженера (1964) та економіста (1967). Він працював на будівельних об'єктах у Німеччині, Австрії, Швейцарії та Італії. У Німеччині провів в цілому 16 років, з 1959 до 1975 року, коли повернувся до Греції. 1968 році військова хунта заборонила йому в'їзд в країну та позбавили грецького громадянства.
1964 році він одружився з німкенею Гудрун Молденгауер, яка народила дочку і сина. 2004 року одружився вдруге із Васілікі Стаматі. Цивільна церемонія відбулася в Греції, а потім і релігійна — в Парижі.

## Політична кар'єра
1968 року Акіс Цохатзопулос зустрів у Франкфурті Андреаса Папандреу, а 1970 року і став членом Загальногрецького визвольного руху (PAK). Він був одним із членів-засновників ПАСОК. З тих пір брав участь у роботі виконавчих органів партії. У період 1990—1994 років був секретарем ЦК ПАСОК, а 1995 року обраний віце-президентом Соціалістичної партії.
На виборах 1981 року вперше обраний до Грецького парламенту за списками ПАСОК. У період між 1985 і 2004 роками переобирався до парламенту від Першого виборчого округу Салонік. Від участі у виборах 2007 і 2009 року відмовився, хоча посідав 7 позицію у партійному списку.
1995 року Акіс Цохатзопулос став заступником прем'єр-міністра Греції під час хвороби Андреаса Папандреу. На цій посаді він представляв Грецію на саміті країн — членів Європейського Союзу в Мадриді. Загалом обіймав такі міністерські посади:
- міністр громадських робіт (1981—1985);
- міністр Президії уряду (1985—1987);
- міністр внутрішніх справ (1987—1989);
- міністр транспорту і комунікацій (1989—1990);
- міністр внутрішніх справ (1993—1995);
- міністр національної оборони (1996—2000);
- міністр розвитку (2001—2004).

## Скандали та кримінальні справи
30 травня 2010 року газети Катимеріні та Прото Тема опублікували дані про те, що дружина Цохатзопулоса за три дні до набрання чинності Закону Греції 3842/2010 «на відновлення справедливості і боротьби з ухиленням від сплати податків» придбала будинок по вулиці Ареопагіту вартістю близько одного мільйона через офшорну компанію. В ході розслідування виявилося також, що одним із власників компанії виявилася TORCASO Investments Ltd, причетна до корупційного скандалу із нерухомістю довкола Ватопедського монастиря. 1 червня прокурор Афінського суду першої інстанції ініціював розслідування фінансових злочинів. 7 червня Акіс Цохатзопулос попросив призупинити своє членство в партії.
18 березня 2011 німецький журнал Der Spiegel назвав Цохатзопулоса причетним також до оборудків довкола Ferrostaal у лютому 2010 року. За цю публікацію Акіс Цохатзопулос подав позов до суду на видання.
31 березня 2011 року розпочалося слідство з приводу виявленого депозиту в розмірі 178 млн євро. Слідство має встановити, чи законно накопичені ці кошти та чи сплачені податки.
На початку квітня 2011 року оприлюднені дані про передачу хабаря Акісу Цохатзопулосу представниками компанії Ferrolstaal напередодні продажу підводних човнів. Після розгортання цього скандалу 11 квітня Цохатзопулос виключений із ПАСОК. 28 квітня 2011 року 226 членів Грецького парламенту проголосували за створення спеціального комітету для розслідування справи та можливого притягнення Цохатзопулоса кримінальної відповідальності у разі поставки німецьких підводних човнів. 11 квітня 2012 року він був заарештований за звинуваченням у відмиванні грошей. 8 жовтня 2013 року повідомлено, що Акіса Цохатзопулоса засуджено до 20 років ув'язнення за відмивання грошей та хабарництво. Його дружину та дочку засуджено за тим самим обвинуваченням до 12 років ув'язнення. Суд оцінив збитки держави вд злочинної діяльності Цохатзопулоса у 55 млн євро.